# Viktor Dragounski
Viktor Iouzefovitch Dragounski (russe : Ви́ктор Ю́зефович Драгу́нский), né le 1er décembre 1913 à New York et mort le 6 mai 1972 est un écrivain soviétique russe, auteur d'histoires et de nouvelles, dont la série la plus populaire Les Aventures de Denis est devenue un classique de la littérature pour enfants soviétiques.

## Biographie
Fils de Yusef Pertsovsky (1895-1918) - marchand de tabac de Gomel et Rita Dragunskaya (1895-1967), fille d'un commerçant du chef-lieu de Starobykhov, Viktor Dragounski naît à New York où ses parents arrivent peu avant sa naissance. N'ayant pas pris racine en Amérique, en juillet 1914, la famille retourne à Gomel. En 1918, son père meurt du typhus. Sa mère se remarie d'abord avec Ippolit Voitsekhovich, un commissaire politique (décédé en 1920), puis en 1922, avec Menahem-Mendl Rubin (1894-1962) - acteur du théâtre juif de vaudeville, avec qui la famille part en tournée à travers le pays. En 1925, ils s'installent à Moscou, où Rubin organise sa propre troupe. Plus tard, Rubin quittera sa famille et partira en Amérique où il deviendra directeur du théâtre juif.
Victor commence à travailler tôt. En 1930, il commence à fréquenter les Ateliers Littéraires et Théâtraux d'Alexeï Diki et se produit en tant qu'acteur au Transport Théâtre en 1935. Dans le même temps, Il s'engage dans un travail littéraire, il écrit feuilletons et saynètes, invente des intermèdes, des sketches, des monologues comiques. Il se rapproche des artistes de cirque et même travaille dans un cirque pendant un certain temps. Il apparaît à l'écran à plusieurs reprises (La Question russe, réalisé par Mikhaïl Romm) et se voit accepter au théâtre national d'acteur de cinéma. De 1948 à 1958, Dragounski dirige la troupe de parodie littéraire et théâtrale Petit Oiseau Bleu. Les performances amusantes parodiques connaissent un tel succès que Dragounski sera invité à créer un groupe similaire du même nom à Mosestrade. 
Dès 1940, il publie des feuilletons et des histoires humoristiques, rassemblés plus tard dans le recueil Caractère d'acier (1960), écrit des chansons, des intermèdes, des scènes de théâtre et de cirque.
Pendant la Grande Guerre patriotique, il s'engage dans la milice. En 1943, son demi-frère Leonid Dragounski-Rubin meurt des suites de blessures dans un hôpital près du village de Pechki, région de Kalouga.
Depuis 1959, Dragunski écrit Les Aventures de Denis qui narre les histoires de garçon Denis Korablev et son ami Michka Slonov.
Viktor Dragounski n'écrit pas seulement pour les enfants. L'histoire Il est tombé dans l'herbe publiée en 1961, raconte les tout premiers jours de la guerre. Son héros, un jeune artiste, comme l'auteur du livre lui-même, malgré le fait qu'il n'a pas été enrôlé dans l'armée en raison d'un handicap, rejoint la milice. L'histoire Ce jour et tous les jours (1964) est consacrée aux artistes de cirque dont le personnage principal est un clown.
Viktor Dragounski meurt à Moscou le 6 mai 1972, il est inhumé au cimetière Vagankovo.